# Pébées
Pébées település Franciaországban, Gers megyében. Lakosainak száma 100 fő (2022. január 1.). Pébées Savignac-Mona, Lahage, Montgras, Sabonnères, Monblanc és Saint-Loube községekkel határos.

## Népesség
A település népességének változása:
| Lakosok száma | 63   | 68   | 66   | 88   | 92   | 96   | 103  | 108  | 109  | 100  |
|               | 1968 | 1982 | 1990 | 2006 | 2013 | 2015 | 2017 | 2019 | 2020 | 2022 |